# Алексидзе, Дмитрий Александрович
Дми́трий (Додо) Алекса́ндрович Алекси́дзе (груз. დიმიტრი (დოდო) ალექსანდრეს ძე ალექსიძე; 23 февраля [8 марта] 1910, Тифлис — 4 декабря 1984, Тбилиси) — грузинский, советский театральный режиссёр, педагог. Народный артист СССР (1976).

## Биография и творчество
Родился 23 февраля (8 марта) 1910 года в Тифлисе (ныне — Тбилиси, Грузия) в семье врача.
В родном городе окончил школу и хореографическое училище. В 1934 году закончил режиссёрский факультет ГИТИСа в Москве.
С 1935 года — режиссёр, в 1959—1964 — главный режиссёр Тбилисского театра имени Ш. Руставели.
В 1964—1970 годах работал на Украине в Киевском драматическом театре им. И. Франко (1964—1970 — режиссёр, с 1968 года — главный режиссёр). Ставил также спектакли в Театре русской драмы имени Л. Украинки (1967—1968 — главный режиссёр), Театре оперы и балета им. Т. Шевченко (Киев).
После возвращения в Грузию в 1970 году — главный режиссёр Тбилисского театра имени К. Марджанишвили (1970—1984).
В постановках тяготел к монументальным формам, эпическому размаху, новаторской переработке античных произведений, грузинской, украинской и русской классики.
В 1939—1964, а также с 1970 года и до конца жизни преподавал в Тбилисском театральном институте имени Ш. Руставели (заведующий кафедрой актёрского мастерства, в 1950—1951 годах — ректор института). Профессор Тбилисского университета.
В 1966—1970 годах преподавал в Киевском институте театрального искусства (профессор и руководитель театра-студии).
Председатель театрального общества Грузии (1974—1984).
Член ВКП(б) с 1943 года. Депутат Верховного Совета Грузинской ССР 8-10-го созывов.
Дмитрий Алексидзе умер 4 декабря 1984 года в Тбилиси. Похоронен в Дидубийском пантеоне.

### Семья
- Сын — Георгий Алексидзе (1941—2008), хореограф, балетмейстер. Народный артист Грузии.
- Внучка — Анна Гроголь-Алексидзе (р. 1975), балетмейстер-постановщик, главный балетмейстер Чувашского государственного театра оперы и балета.

## Награды и звания
- Народный артист Грузинской ССР (1955)
- Народный артист Украинской ССР (1969)[1]
- Народный артист Абхазской АССР (1975)
- Народный артист СССР (1976)
- Государственная премия Украинской ССР им. Т. Г. Шевченко (1971) — за постановку спектакля «Память сердца» А. Е. Корнейчука
- Государственная премия Грузинской ССР имени К. Марджанишвили (1976)
- Государственная премия Грузинской ССР имени Шота Руставели (1985)
- Орден Ленина (1958)
- Два ордена Трудового Красного Знамени (в т. ч. 1950)
- Орден Дружбы народов (1980)[2]
- Медаль «За доблестный труд в Великой Отечественной войне 1941—1945 гг.»
- Медали.

## Постановки

### Тбилисский театр имени Ш. Руставели
- 1936 — «Хозяйка гостиницы» К. Гольдони
- 1937 — «Алькасар» Г. Д. Мдивани
- 1937 — «Слепой» Г. Д. Мдивани
- 1938 — «Родина» Г. Д. Мдивани
- 1939 — «На перевале» С. В. Мтварадзе
- 1940 — «Вдова графа» С. Д. Клдиашвили
- 1941 — «Стакан воды» Э. Скриба
- 1941 — «Профессор Мамлок» Ф. Вольфа
- 1942 — «Батальон идёт на Запад» Г. Д. Мдивани (совместно с А. А. Васадзе
- 1942 — «Глупая для других, умная для себя» Л. де Веги
- 1942 — «Брак по объявлению» К. Гольдони
- 1943 — «Герои Крцаниси» С. И. Шаншиашвили
- 1944 — «На всякого мудреца довольно простоты» А. Н. Островского
- 1945 — «Комедия одной ночи» К. Р. Каладзе
- 1946 — «Слуга двух господ» К. Гольдони
- 1946 — «За тех, кто в море» Б. А. Лавренёва
- 1947 — «Глубокие корни» Дж. Гоу и А. д’Юссо
- 1948 — «Губернатор провинции» братьев Тур и Л. Р. Шейнина
- 1948 — «Первый шаг» по Г. Е. Церетели
- 1949 — «Николоз Бараташвили» М. Н. Мревлишвили
- 1949 — «Чужая тень» К. М. Симонова
- 1950 — «Голос Америки» Б. А. Лавренёва
- 1950 — «Его звезда» И. О. Мосашвили
- 1950 — «Семья» И. Ф. Попова
- 1951 — «Пэпо» Г. М. Сундукяна
- 1952 — «Женитьба» Н. В. Гоголя
- 1953 — «Дон Сезар де Базан» А. Дэннери и Ф. Дюмануара
- 1954 — «Васса Железнова» М. Горького
- 1955 — «Рассказ нищего» по И. Г. Чавчавадзе
- 1956 — «Царь Эдип» Софокла
- 1956 — «Первые ласточки» О. Чиджавадзе
- 1957 — «Борис Годунов» А. С. Пушкина
- 1959 — «Кваркваре Тутабери» П. М. Какабадзе
- 1960 — «Гамлет» У. Шекспира
- 1960 — «Бахтриони» Д. А. Гачечиладзе по В. Пшавелы
- 1961 — «Пиросмани» Г. Д. Нахуцришвили
- 1962 — «День рождения Терезы» Г. Д. Мдивани

### Киевский драматический театр им. И. Франко
- 1965 — «Антигона» Софокла
- 1966 — «Патетическая соната» Н. Г. Кулиша
- 1969 — «Память сердца» А. Е. Корнейчука
- 1970 — «Правда» А. Е. Корнейчука

### Театр русской драмы им. Л. Украинки
- 1967 — «Брак по объявлению» К. Гольдони
- 1967 — «Разлом» Б. А. Лавренёва

### Театр оперы и балета им. Т. Шевченко
- 1968 — «Отелло» Дж. Верди

### Тбилисский театр им. К. Марджанишвили
- 1970 — «Дон Карлос» Ф. Шиллера
- 1971 — «Память сердца» А. Е. Корнейчука
- 1972 — «Антигона» Софокла
- 1972 — «Женитьба» Н. В. Гоголя
- 1973 — «Таланты и поклонники» А. Н. Островского

## Сочинения
- Вопросы воспитания актёра. — Тбилиси, 1956. ( (груз.))
- Работа режиссёра в спектакле, 1961.